# Міністерство закордонних справ Російської Федерації
Міністерство закордонних справ Російської Федерації, МЗС Росії (рос. Министерство иностранных дел России) — федеральний орган виконавчої влади Російської Федерації, що здійснює державне управління в області стосунків Російської Федерації з іноземними державами і міжнародними організаціями. Підвідомчий Президентові з питань, закріплених за ним Конституцією, або відповідно до законодавчих актів Російської Федерації. Очолюється міністром закордонних справ; з 2004 — Сергій Вікторович Лавров.
МЗС Росії (у 1946—1992 рр. МЗС РРФСР) був утворений як Народний комісаріат закордонних справ 1 лютого 1944 року, і існував паралельно з МЗС СРСР. Абревіатура «МИД» використовується як іменник чоловічого роду.

## Історія
- 1549—1720: Посольський приказ (рос. Посольский приказ)
- 1717—1802: Колегія закордонних справ (рос. Коллегия иностранных дел)
- 1802—1917: Міністерство закордонних справ Російської імперії (рос. Министерство иностранных дел Российской империи)
- 1917—1923: Народний комісаріат закордонних справ РСФСР (рос. Народный комиссариат по иностранным делам РСФСР)
- 1923—1946: Народний комісаріат закордонних справ СРСР (рос. Народный комиссариат иностранных дел СССР)
- 1946—1991: Міністерство закордонних справ СРСР (рос. Министерство иностранных дел СССР)

## Діяльність
Міністерство закордонних справ — федеральний орган виконавчої влади, що здійснює функції з формування і реалізації державної політики і нормативно-правового регулювання в сфері міжнародних відносин Російської Федерації.
Керівництво діяльністю зовнішньополітичного відомства здійснює Президент.
Головне завдання міністерства — розробка загальної стратегії зовнішньої політики, представлення відповідних пропозицій Президентові і реалізація зовнішньополітичного курсу.
МЗС здійснює свою діяльність безпосередньо і через дипломатичні представництва і консульські установи Російської Федерації, представництва Російської Федерації при міжнародних організаціях, територіальні органи — представництва МЗС Росії на території Росії.
До системи МЗС входять: центральний апарат; закордонні установи; територіальні органи; організації, підвідомчі МЗС Росії, які забезпечують його діяльність на території Росії. МЗС у своїй діяльності керується Конституцією, федеральними конституційними законами, федеральними законами, актами Президента і Уряду, міжнародними договорами.
Міністерство закордонних справ очолює міністр закордонних справ, що призначається на посаду Президентом за поданням Голови Уряду. Міністр несе особисту відповідальність за виконання покладених на МЗС повноважень і реалізацію державної політики у встановленій сфері діяльності. Міністр має заступників, що також призначаються на посаду Президентом. Генеральний директор Міністерства закордонних справ призначається на посаду Президентом.

### Підвідомчі органи виконавчої влади
- «Федеральне агентство у справах Співдружності Незалежних Держав, співвітчизників, що проживають за кордоном, і з міжнародної гуманітарної співпраці» (Росспівробітництво)
- Фонд «Русскій мір»

### Міністр закордонних справ
Міністр закордонних справ — глава зовнішньополітичного відомства. Міністр представляє Росію на двосторонніх і багатосторонніх переговорах і підписує міжнародні договори; розподіляє обов'язки між своїми заступниками і генеральним директором; затверджує положення про структурні підрозділи центрального апарату; призначає на посаду керівних працівників центрального апарату, закордонних установ і територіальних органів.

#### Міністри закордонних справ Росії після розпаду СРСР
- Андрій Володимирович Козирєв — з жовтня 1990 по січень 1996
- Євген Максимович Примаков — з січня 1996 по вересень 1998
- Ігор Сергійович Іванов — з вересня 1998 по березень 2004
- Сергій Вікторович Лавров — з 9 березня 2004

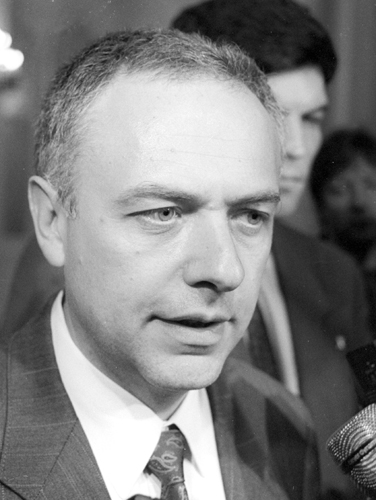
А. В. Козирєв
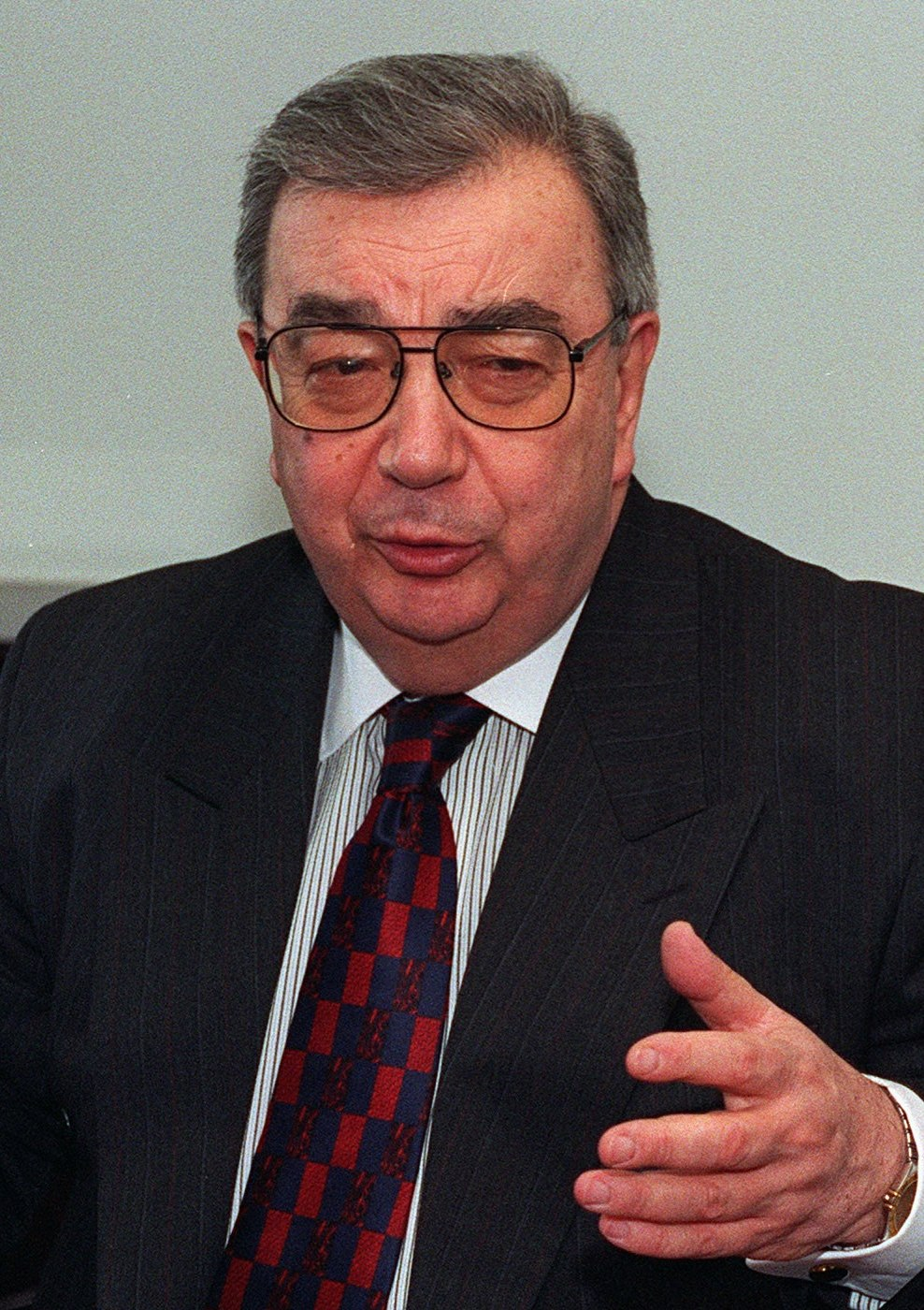
Є. М. Примаков
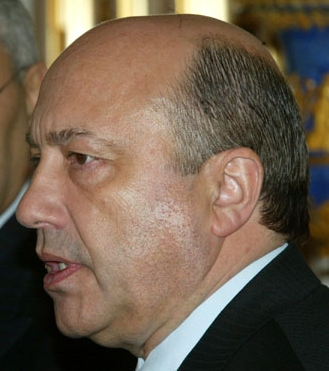
І. С. Іванов
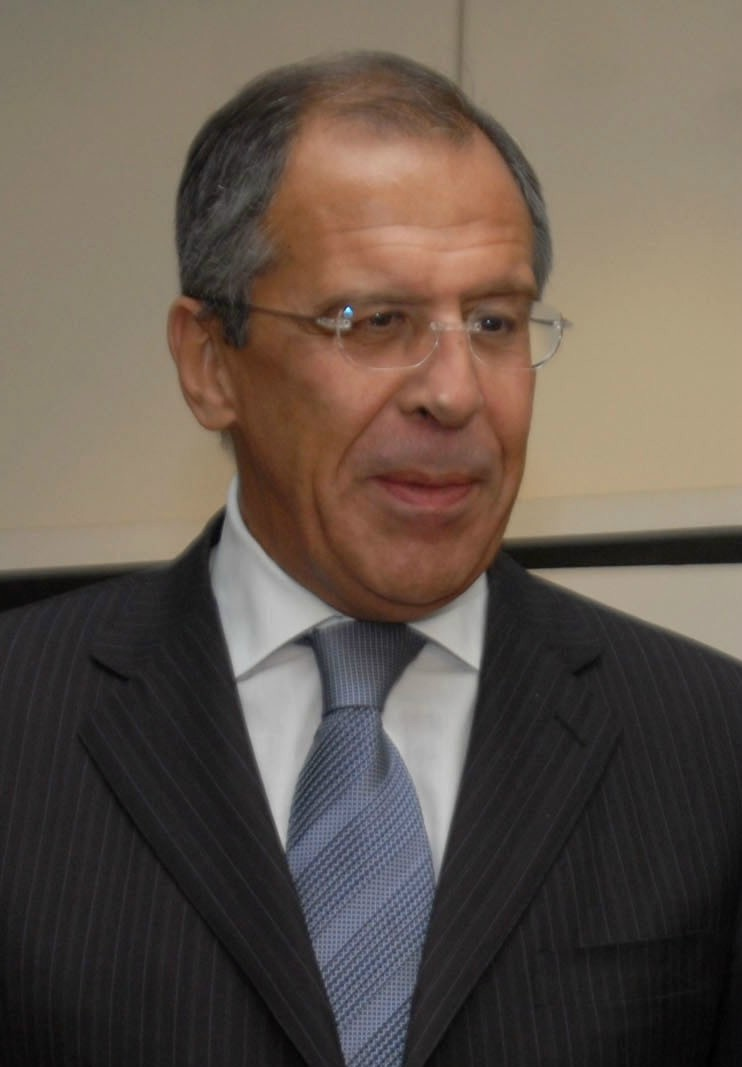
С. В. Лавров

### Заступники міністра закордонних справ
За станом на травень 2011 р. заступниками міністра є:
- Денисов Андрій Іванович — перший заступник
- Карасін Григорій Борисович — статс-секретар (стосунки з країнами СНД, стосунки з іншими державними органами)
- Бородавкін Олексій Миколайович (стосунки з країнами Азії)
- Грушко Олександр Вікторович (стосунки з європейськими організаціями, країнами Західної і Південної Європи)
- Рябков Сергій Олексійович (стосунки з країнами Америки, питання безпеки і роззброєння, участі Росії в «Вісімці»)
- Тітов Володимир Геннадійович (стосунки з країнами Центральної і Східної Європи)
- Гатілов Геннадій Михайлович (питання участі в ООН і інших міжнародних організаціях, права людини)

### Генеральний директор Міністерства закордонних справ
- Завгаєв Доку Гапурович
- Ванін Михайло Валентинович (з 23.09.2009 р.)

### Колегія міністерства закордонних справ
У Міністерстві закордонних справ утворюється колегія з 23 чоловік у складі міністра (голова колегії), його заступників, генерального директора, а також інших керівних працівників системи МЗС Росії. Склад колегії затверджується Президентом за уявленням міністра. Колегія розглядає найважливіші питання діяльності МЗС і приймає відповідні рішення. Рішення колегії реалізуються, як правило, наказами міністра.
У разі розбіжностей між головою колегії і її членами рішення ухвалює голова колегії, повідомляючи про розбіжності, що виникли, Президенту.

### Постійне представництво Росії при ООН
Постійне представництво Росії при Організації Об'єднаних Націй є одним з найважливіших закордонних установ Міністерства закордонних справ. Постійне представництво здійснює переговори від імені Російської Федерації по найважливіших проблемах міжнародних відносин. Представництво очолює Постійний представник, що призначається Президентом за поданням міністра закордонних справ.
Постійний представник представляє Росію в усіх структурах ООН, у тому числі — на засіданнях Ради Безпеки. У особливих випадках його місце може зайняти особисто міністр закордонних справ.
За кількістю співробітників російське представництво є одним з найбільших в ООН. При представництві навіть є загальноосвітня школа з поглибленим вивченням англійської мови.

## Структура МЗС Росії
Структура центрального апарату МЗС включає підрозділи, які здебільшого іменуються департаментами. Департаменти діляться на відділи. Департаменти МЗС РФ очолюються директорами, а їхні відділи — начальниками. Згідно з Указом Президента Російської Федерації від 11 вересня 2007 року № 1163, Міністерство розділене на 39 департаментів. Раніше Указом Президента Російської Федерації від 11 липня 2004 року № 865 було дозволено мати в МЗС 35 департаментів по основних напрямах діяльності Міністерства, Указом від 19 жовтня 2005 року № 1218 — 36 департаментів. За своїм призначенням департаменти поділяються на територіальні (стосунки Росії з іноземними державами, що групуються за умовними регіонами) і функціональні (за закріпленими функціями). У кожному департаменті працює 20-30 дипломатів.
Крім того, при Міністерстві діють чотири підрозділи при МЗС: Головне виробничо-комерційне управління по обслуговуванню дипломатичного корпусу при МЗС Росії (ГлавУпДК), Дипломатична академія (ТАК), Московський державний інститут міжнародних відносин МДІМВ, Російський центр міжнародної наукової і культурної співпраці при МЗС РФ «Росзакордонцентр».
Поза структурою департаментів працюють посли з особливих доручень, кожен з яких відповідає за певну проблему міжнародних відносин (наприклад, грузино-абхазьке врегулювання). Посли з особливих доручень підкоряються безпосередньо заступникам міністра.

#### Російський центр міжнародної наукової і культурної співпраці при МЗС РФ
Незадоволений роботою Російського центру міжнародної наукової і культурної співпраці при МЗС РФ «Росзакордонцентр» у сфері просування русского міру у світ, 2007 року Владамір Путін своїм указом розширив Росзакордонцентр й створив фундацію «Русскій мір»

### Департаменти

#### Територіальні департаменти
- Другий департамент країн СНД (Білорусь, Молдова, Україна)
- Третій департамент країн СНД (Казахстан, Киргизстан, Таджикистан, Туркменістан, Узбекистан)
- Четвертий департамент країн СНД (Азербайджан, Вірменія, Грузія)
- Перший Європейський департамент (Андорра, Бельгія, Ватикан, Італія, Іспанія, Люксембург, Мальта, Монако, Нідерланди, Португалія, Франція)
- Другий Європейський департамент (Велика Британія, Данія, Ірландія, Ісландія, Латвія, Литва, Норвегія, Фінляндія, Швеція, Естонія)
- Третій Європейський департамент (Австрія, Угорщина, Ліхтенштейн, Польща, Словаччина, ФРН, Чехія, Швейцарія)
- Четвертий Європейський департамент (Албанія, Болгарія, Боснія і Герцеговина, Греція, Кіпр, Північна Македонія, Румунія, Сербія, Словенія, Туреччина, Хорватія, Чорногорія)
- Департамент Північної Америки (США, Канада)
- Латиноамериканський департамент (Центральна і Південна Америка)
- Департамент Близького Сходу і Північної Африки (Алжир, Бахрейн, Єгипет, Ізраїль, Йорданія, Ірак, Ємен, Катар, Кувейт, Ліван, Лівія, Мавританія, Марокко, Об'єднані Арабські Емірати, Оман, Палестинська національна автономія, Саудівська Аравія, Сирія, Судан, Туніс)
- Департамент Африки (Африка на південь від Сахари)
- Департамент загальноазіатських проблем
- Перший департамент Азії (Китай, КНДР, Монголія, Республіка Корея)
- Другий департамент Азії (Афганістан, Бангладеш, Індія, Іран, Республіка Мальдіви, Непал,
- Третій департамент Азії (Австралія, Бруней, В'єтнам, Індонезія, Камбоджа, Лаос, Малайзія, М'янма, Нова Зеландія, Океанія, Сінгапур, Таїланд, Філіппіни, Японія)

Пакистан, Шрі-Ланка)

#### Функціональні департаменти
- Перший департамент країн СНД (загальні питання)
- Департамент Секретаріат Міністра
- Генеральний секретаріат (Департамент)
- Департамент зовнішньополітичного планування
- Департамент міжнародних організацій
- Департамент з питань безпеки і роззброєння
- Департамент з питань нових викликів і загроз
- Департамент по гуманітарній співпраці і правам людини
- Департамент інформації і друку
- Департамент Загальноєвропейської співпраці
- Департамент економічного співробітництва
- Правовий департамент
- Департамент по роботі із співвітчизниками за кордоном
- Департамент із зв'язків з суб'єктами Федерації, парламентом і суспільно-політичними організаціями
- Департамент кадрів
- Консульський департамент
- Департамент державного протоколу
- Департамент безпеки
- Історико-документальний департамент
- Департамент управління справами
- Валютно-фінансовий департамент
- Департамент капітального будівництва і власності за кордоном
- Департамент дипломатично-кур'єрського зв'язку
- Департамент спеціального зв'язку[6]

## Контакти
Адреса: 119200, м. Москва, Смоленська-Сенна пл., д. 32/34;